# Лобанов, Вадим Владимирович
Вади́м Влади́мирович Лоба́нов (16 ноября 1940, Воронеж — 22 декабря 2021, Санкт-Петербург) — советский и российский актёр театра и кино, театральный педагог. Народный артист Российской Федерации (2007), заведующий кафедрой театрального искусства СПбГУ, профессор.

## Биография

### Детство и юность
Вадим Лобанов родился 16 ноября 1940 года в Воронеже. Через 8 месяцев началась Великая Отечественная война. Семья перебралась в подмосковный посёлок Красный Строитель и прожила там до конца войны. Отец был на фронте. По окончании войны он увёз семью в город Баден, где они провели полтора года. Потом переехали в Сомбатхей. С 1951 года жили в Пярну. Школу Вадим Лобанов окончил в 1958 году уже в посёлке Клоога, Эстония.
В 1958 году поступал в МИИТ, но не набрал проходной балл. Вернулся в Клоогу и пошёл работать на военный завод электриком на подстанции. В 1960 году начал свою творческую биографию в Таллине, где работал диктором на телевидении и актёром в «Русском драматическом театре Эстонской ССР». В 1961 году поступил в Высшее театральное училище имени М.С. Щепкина.

### Москва
В 1966 году окончил Высшее театральное училище имени М.С. Щепкина при Государственном акадимическом Малом театре России (мастерская народной артистки СССР В. А. Сперантовой). Будучи студентом, играл в спектаклях Малого театра. Выходил на сцену с Михаилом Царёвым, Игорем Ильинским, Борисом Бабочкиным, Еленой Гоголевой. Одним из дипломных спектаклей Лобанова был «Город на заре» А. Н. Арбузова (роль — Алёнушкин). На четвёртом курсе снялся в телеспектакле «У стен Ленинграда» по пьесе В. В. Вишневского (режиссёр В. В. Кенигсон).
После окончания училища был приглашён Петром Львовичем Монастырским в Воронежский театр драмы имени А. В. Кольцова на роль князя Мышкина в премьеру спектакля «Идиот» по роману Ф. М. Достоевского. Но спектакль не состоялся. Проработав в этом театре два года, Вадим Лобанов вернулся в Москву. Ещё во время учёбы сдружился со студентами из ВТУ имени Б. В. Щукина. Они образовали Московский потешный театр «Скоморох» под руководством Геннадия Юденича, и артист вошёл в его труппу.
По форме театр «Скоморох» напоминал «Театр на Таганке» Юрия Любимова. «Таганка» считалась рациональным эпическим театром, а «Скоморох» — эмоциональным эпическим театром. Денег актёры не получали, кто-то уходил, вводили новых актёров. Все играли по многу ролей. В репертуаре театра был спектакль «О мужике, короне, корове и бабе во всероссийском масштабе» по поэме «История государства Российского от Гостомысла до Тимашева» А. Н. Толстого, который вскоре был запрещён ввиду идеологической невыдержанности. Артисты добились встречи с министром культуры Екатериной Фурцевой, и она решила посмотреть спектакль лично. Спектакль был показан 27 марта 1968 года, в Международный день театра. Затем было принято решение отправить театр «Скоморох» в Иркутск реабилитировать себя новым спектаклем. Спустя три месяца приказом Министерства культуры театр «Скоморох» прекратил своё существование.

### Иркутск
С 1969 года работал в Иркутском драматическом театре имени Н. П. Охлопкова. Здесь впервые в мире режиссёром Владимиром Симановским была поставлена пьеса «Старший сын» А. Вампилова, где Лобанов исполнил главную роль — Бусыгина. Премьера состоялась 18 ноября 1969 года. В создании спектакля принимал участие и сам автор, А. Вампилов, который на репетициях отмечал, что Лобанов обогащал его драматургию своей игрой. Вадим Лобанов сыграл спектакль 218 раз, в большинстве из них в паре с заслуженной артисткой России Еленой Мазуренко. С этим спектаклем театр ездил на гастроли в Читу, Хабаровск, Курган, Магнитогорск, Челябинск.
Вадим Лобанов много раз бывал в Иркутске позже — на фестивалях памяти А. Вампилова.

### Омск
В 1973 году по приглашению Мигдата Нуртдиновича Ханжарова работал в Омском академическом театре драмы. Одной из первых ролей в этом театре была роль Порфирия Петровича в спектакле «Преступление и наказание» по роману Ф. М. Достаевского (режиссёр Я. М. Киржнер). В этом театре Вадим Лобанов проработал почти 12 лет.

### Ленинград
В 1984 году, во время летних гастролей Омского театра драмы в Санкт-Петербурге, Вадим Лобанов пришёл ко Льву Додину с просьбой о прослушивании. В итоге он был принят в Малый драматический театр. Переехал в Ленинград 3 января 1985 года.
В это же время Вадим Лобанов снимался в своей первой кинокартине «Переступить черту».
Фильм «Переступить черту» принёс Вадиму Лобанову известность. Летом 1986 года Дина Морисовна Шварц, заведующая литературной частью Ленинградского академического Большого драматического театра имени М. Горького, пригласила его на встречу с Георгием Товстоноговым. Режиссёр пригласил Вадима Лобанова в БДТ имени М. Горького.
12 октября 1987 года в БДТ имени М. Горького состоялась премьера спектакля «На дне» М. Горького. Вадим Лобанов выпускал спектакль в роли Медведева. Это была последняя постановка Георгия Товстоногова с участием Алисы Фрейндлих, Олега Басилашвили, Евгения Лебедева, Кирилла Лаврова, Владислава Стржельчика, Светланы Крючковой. На премьеру пришли генеральный секретарь ЦК КПСС Михаил Горбачёв с женой Раисой. После спектакля они сфотографировались с неразгримированными актёрами — получился забавный снимок: первую пару страны окружали люди, напоминающие бомжей.
С 1989 года Лобанов работал в театре-студии «Интерателье». С ним работали Антонина Шуранова, Александр Хочинский, Александр Демьяненко, Светлана Смирнова.
С 1993 года Вадим Лобанов работал в театре Балтийский дом. В 2000 году ушёл из театра и продолжил сниматься в кино, занялся преподавательской деятельностью.
С 2012 года играл в Театре Комедии им. Н. П. Акимова в спектакле «Средство Макропулоса» К. Чапека вместо Анатолия Равиковича. В 2018 году спектакль был снят с репертуара Театра Комедии.
Голосом Вадима Лобанова озвучены многие документальные, научно-популярные и художественные зарубежные фильмы. Более 300 картин были записаны на Леннаучфильме. За свою карьеру артист сыграл около 140 ролей в театре, и снялся в 70 фильмах.
Скончался 22 декабря 2021 года в Санкт-Петербурге после продолжительной болезни на 82-м году жизни. Похоронен 25 декабря на Смоленском православном кладбище.

## Семья
- Супруга — Ольга Румянцева-Лобанова (род. 1965) — актриса, режиссёр, театральный педагог.
  - Дочь — Екатерина Лобанова.
  - Дочь (от первого брака)— Мария Лобанова.

## Преподавательская деятельность
Вадим Лобанов начал преподавать в 1969 году в Иркутском театральном училище. Помимо актёрского мастерства, вёл предмет «Сценическое фехтование». После переезда в Омск в 1973 году был педагогом актёрской мастерской при Омском музыкальном училище им. В. Я. Шебалина.
По состоянию на 2021 год В. В. Лобанов являлся заведующим кафедрой театрального искусства СПбГУ.

## Роли в театре

#### Государственный русский драматический театр Эстонской ССР
- 1960 — «Том — большое сердце» С. М. Богомазова, С. М. Шатрова — Намба
- 1961 — «Жизнь и преступление Антона Шелестова» Г. А. Медынского — Стёпа
- 1962 — «Опаснее врага» Д. Н. Альшпица, Л. Л. Ракова — Чуркин

#### Воронежский театр драмы имени А. В. Кольцова
- 1966 — «Жаворонок» Жана Ануя — Король Карл
- 1967 — «Мария Стюарт» Фридриха Шиллера — Вильям Девисон, государственный секретарь
- 1967 — «История одной любви» А. С. Тоболяка — корреспондент

#### Московский потешный театр «Скоморох» под руководствомГеннадия Юденича
- 1968 «Над кем смеётесь?» по сказкам «Соловей и роза» О. Уайльда, «Толстый и тонкий» А. П. Чехова — скоморох
- 1968 «О мужике, короне, корове и бабе во всероссийском масштабе» по поэме «История государства Российского…» А. Н. Толстого — скоморох
- 1968 «О клопе, бане, и всякой дряни» по пьесам В. В. Маяковского — скоморох

#### Иркутский драматический театр имени Н. П. Охлопкова
- 1968 — «Бег» М. А. Булгакова — Голубков
- 1968 — «Трёхгрошовая опера» Бертольта Брехта — лицо от театра
- 1968 — «Три свадьбы» по произведениям А. П. Чехова, М. М. Зощенко, Бертольта Брехта — Андрей Андреевич Нюнин; приятель жениха; жених
- 1969 — «На всякого мудреца довольно простоты» А. Н. Островского — Городулин
- 1969 — «Жаворонок» Жана Ануя — Кошон
- 1969 — «Старший сын» А. В. Вампилова — Бусыгин
- 1970 — «Человек и джентльмен» Эдуардо де Филиппо — Альберто де Стефано
- 1970 — «Старые друзья» Л. А. Малюгина — Шура Зайцев
- 1971 — «Прощание в июне» А. В. Вампилова — Фролов
- 1971 — «Сказки старого Арбата» А. Н. Арбузова — Лёвушка, жених Виктоши
- 1972 — «На беговой дорожке» В. С. Розова — Ким

#### Омский государственный академический театр драмы
- 1973 — «Моя любовь на третьем курсе» М. Ф. Шатрова — Стас
- 1973 — «Преступление и наказание» Ф. М. Достоевского — Порфирий Петрович
- 1974 — «Ясная Поляна» Д. К. Орлова — крестьянин
- 1974 — «Тревога» Н. П. Анкилова — Полымин
- 1974 — «Орфей спускается в ад» Т. Уильямса — Коротыш Бинингс
- 1975 — «Прошлым летом в Чулимске» А. В. Вампилова — Мечёткин
- 1975 — «Василиса Прекрасная» по пьесе Л. Е. Устинова — Баба Яга
- 1975 — «Сцены из супружеской жизни» И. Бергмана — Юхан
- 1975 — «Похожий на льва» Р. Ибрагимбекова — Максут
- 1976 — «Фантазии Фарятьева» А. Н. Соколовой — Фарятьев
- 1976 — «Пока арба не перевернулась» О. Иоселиани — Дито
- 1976 — «Гроза» А. Н. Островского — Тихон
- 1976 — «Дети солнца» М. Горького — Вагин
- 1977 — « Нашествие» Л. М. Леонова — Кокорышкин
- 1977 — «Село Степанчиково и его обитатели» Ф. М. Достоевского — Обноскин
- 1977 — «Мсье Топаз» М.Паньоль — Тамиз
- 1977 — «Добежать, отдышаться…» — Фарли Оуэлл
- 1978 — «Мещане» М. Горького — Тетерев
- 1978 — «Солёная падь» по роману С. П. Залыгина — Жгун
- 1978 — «Царская охота» Л. Г. Зорина — Денис Фонвизин; Ломбарди, богатый римлянин
- 1982 — «Варлам, сын Захария» И. Гаручава, П. Хотяновский — арестант

#### Малый драматический театр — Театр Европы
- 1986 — «Господа офицеры» А. И. Куприна — Беловольский

#### Большой драматический театр имени Г. А. Товстоногова
- 1987 — «На дне» М. Горького — Медведев

#### Театр-студия «Интерателье»
- 1989 — «Фандо и Лис» по киносценарию Фернандо Аррабаля — Фандо
- 1990 — «Филумена Мартурано» Эдуардо де Филиппо — Альфредо Аморозо
- 1990 — «Реквием по монахине» пьеса А. Камю по роману У. Фолкнера — полицейский
- 1991 — «Палата № 6» А. П. Чехова — доктор

#### Санкт-Петербургский государственный театр «Балтийский дом»
- 1993 — «Ромео и Джульетта» У. Шескпира — Лоренцо
- 1995 — «Глубоко чёрный цвет» Т. П. Дрозда — Петрович
- 1996 — «Ревизор» Н. В. Гоголя — Земляника
- 2000 — «Недоросль» Д. И. Фонвизина — Стародум

#### Санкт-Петербургский театр комедии имени Н. П. Акимова
- 2012 — «Средство Макропулоса» К. Чапека — Гаук

## Фильмография
| Год  |     | Название                                                   | Роль                                                  |
| ---- | --- | ---------------------------------------------------------- | ----------------------------------------------------- |
| 1985 | ф   | Переступить черту                                          | Владимир Петрович Сажин                               |
| 1986 | ф   | Звездочёт                                                  | доктор Шмальц                                         |
| 1986 | ф   | Красная стрела                                             | Панчин                                                |
| 1986 | ф   | Письма мёртвого человека                                   | человек                                               |
| 1987 | ф   | Апелляция                                                  | Гурин, председатель совхоза «Любавинский»             |
| 1987 | ф   | Башня                                                      | Иван Васильевич, доцент кафедры зарубежной литературы |
| 1987 | ф   | Вот такая история...                                       | Лев Григорьевич Белых, начальник лаборатории          |
| 1987 | ф   | Исполнить всякую правду                                    | Николай Николаевич Аверченко, прокурор                |
| 1987 | ф   | Мой боевой расчёт                                          | муж Зины                                              |
| 1987 | ф   | Моонзунд                                                   | начальник контрразведки                               |
| 1987 | ф   | Первая встреча, последняя встреча                          | архивариус                                            |
| 1987 | ф   | Садовник                                                   | Виктор Иванович, начальник                            |
| 1987 | ф   | Среда обитания                                             | Аристарх Антонович Платонов, коллекционер             |
| 1988 | ф   | Господин оформитель                                        | ювелир                                                |
| 1988 | ф   | Прости нас, сад...                                         | Вениамин Чехонин                                      |
| 1989 | ф   | Дни человека                                               | Мануйлов                                              |
| 1989 | ф   | Посетитель музея                                           | управляющий                                           |
| 1989 | ф   | Сталинград                                                 | Никита Сергеевич Хрущёв                               |
| 1989 | ф   | Степан Сергеевич                                           | адмирал                                               |
| 1989 | ф   | Канувшее время                                             | Поскрёбышев                                           |
| 1990 | ф   | Анекдоты                                                   | Хрущёв                                                |
| 1991 | ф   | Год хорошего ребёнка                                       | директор школы                                        |
| 1991 | ф   | Меченые                                                    | Беспалов                                              |
| 1992 | тсп | Дверь в лето                                               | мистер Пауэлл                                         |
| 1992 | ф   | Гаджо                                                      | посетитель ресторана                                  |
| 1993 | ф   | Путешествие в счастливую Аравию                            | сотрудник милиции в аэропорту                         |
| 1994 | с   | Глухарь                                                    | Аркадий Михайлович Егоров, прокурор                   |
| 1997 | ф   | Грешная любовь                                             | главврач                                              |
| 1997 | ф   | Упырь                                                      | Ушной, бандит                                         |
| 1998 | с   | Улицы разбитых фонарей - 1                                 | Артём Иванович, главный режиссёр                      |
| 2000 | с   | Агент национальной безопасности - 2                        | судмедэксперт                                         |
| 2001 | с   | Убойная сила - 3                                           | Илья Сергеевич Бочкарёв                               |
| 2001 | с   | Чёрный ворон                                               | директор НИИ                                          |
| 2002 | ф   | Русский спецназ                                            | генерал ФСБ                                           |
| 2002 | с   | Спецотдел                                                  | директор                                              |
| 2002 | ф   | Челябумбия                                                 | директор завода                                       |
| 2002 | ф   | Русский ковчег                                             | Чемберлен                                             |
| 2003 | с   | Бедный, бедный Павел                                       | Александр Андреевич Безбородко                        |
| 2003 | с   | Идиот                                                      | Иван Петрович                                         |
| 2003 | с   | Удачи тебе, сыщик                                          | директор гостиницы                                    |
| 2004 | с   | Иванов и Рабинович                                         | директор яхт-клуба                                    |
| 2004 | с   | Конвой PQ-17                                               | Поскрёбышев                                           |
| 2004 | с   | Спецназ по-русски - 2                                      | генерал ФСБ                                           |
| 2005 | с   | Брежнев                                                    | Николай Огарков, начальник генштаба                   |
| 2005 | с   | Господа присяжные                                          | Фёдор Фёдорович Трепов                                |
| 2005 | с   | Мастер и Маргарита                                         | Николай Иванович, сосед по дому Маргариты             |
| 2007 | с   | Пером и шпагой                                             | капитан Арсеньев                                      |
| 2008 | ф   | Полторы комнаты, или Сентиментальное путешествие на родину | свидетель на суде                                     |
| 2009 | с   | Морские дьяволы - 3                                        | контр-адмирал Ионов                                   |
| 2009 | ф   | Правосудие волков                                          | российский чиновник                                   |
| 2010 | с   | Последняя встреча                                          | сотрудник ЦРУ                                         |
| 2010 | с   | Страховщики                                                | Николай Родионович Ветров                             |
| 2011 | ф   | Коммуналка                                                 | Андрон, криминальный авторитет                        |
| 2013 | ф   | Снегурочка                                                 | психоаналитик                                         |
| 2015 | с   | Семейный альбом                                            | Евгений Кондратьевич Силаньтьев                       |
| 2018 | с   | Мажор 3                                                    | юрист                                                 |
| 2019 | с   | Гоголь                                                     | Чернозуб                                              |
| 2019 | ф   | Шторм                                                      | врач Марины                                           |
| 2020 | с   | Последний министр                                          | Владимир Владимирович Познер                          |

## Почётные звания и награды
- Почётное звание «Заслуженный артист Российской Федерации» (13 июня 1996 года) — за заслуги в области театрального искусства[источник не указан 1333 дня].
- Почётное звание «Народный артист Российской Федерации» (20 августа 2007 года) — за большие заслуги в области искусства[1].
- Орден «Честь и Мужество» (2011 года) — за достижения в общественной и культурной деятельности на благо Российского государства[11].
- Орден «Сердце Данко» — за возрождение российских традиций[12].
- Знак Чести «Серебряный Крест Георгиевского Союза» — за бескорыстное служение народу и Отечеству, человеколюбие и братскую взаимопомощь, дружбу народов и патриотическое воспитание подрастающего поколения.